# 401 f.Kr.
| 401 f.Kr.          |
| ------------------ |
| Dødsfald - Fødsler |

## Dødsfald
- Kyros den yngre, persisk prins og oprører